# Baie de New York
La baie de New York désigne l'étendue maritime formée à New York par l'embouchure de l'Hudson River lorsque celle-ci se jette dans l'océan Atlantique.
Cette baie est, en réalité, constituée de deux parties qui communiquent entre elles par un détroit, The Narrows, situé entre Staten Island et Long Island :
- la Upper Bay (« baie supérieure »), au nord de ce détroit
- la Lower Bay (« baie inférieure »), au sud de celui-ci.

Elle communique également avec une autre baie importante de la ville, le Long Island Sound par l'intermédiaire de l'East River.
Le terme de « Baie de New York » peut également désigner le New York Harbor, c'est-à-dire le « port de New York ».
Missionné par le roi de France François Ier, Giovanni da Verrazzano la découvrit en 1524 et lui donna le nom de « Nouvelle-Angoulème » car le roi était également comte d'Angoulême.